# Якшин, Герман Васильевич
Герман Васильевич Якшин (1925 — 2010) — участник Великой Отечественной войны, общественный и хозяйственный деятель Советского Союза и Российской Федерации, почётный гражданин города Кирова (2005), участник многих экспедиций по поиску солдат времён Великой Отечественной войны.

## Биография
Родился в 1925 году в деревне Некрасиха, ныне Шабалинского района Кировской области. В 1941 году завершил обучение в седьмом классе школы. В начале Великой Отечественной войны, в возрасте шестнадцати лет стал работать на кировском заводе «Физприбор». Предприятие специализировалась на выпуске вооружения. В феврале 1943 был призван в Красную армию, и направлен на Дальний восток в район города Читы. Там прошёл подготовку, а в июне 1943 года подразделение было переброшено к Пензе. Осенью принял участие в первом бою под Смоленском. участник освободительных операций в Белоруссии и Прибалтике. До 1948 года находился в действующих частях Советской Армии.
Возвратившись, с 1948 года посвятил себя комсомолу. С 1959 по 1972 годы трудился инструктором Кировского ОС ДСО «Труд», с 1972 по 1978 работал в должности методиста производственной гимнастики спичечной фабрики «Красная звезда», а затем перешёл на работу методистом производственной гимнастики Кировского кожевенно-мехового комбината им. Октябрьской революции.
Много своего времени посвящал активной общественной работе. В 1952 года он одним из первых в Кировской области начал развивать туризм. Являлся организатором, а в 1960 году стал председателем Кировского городского клуба туристов. Пропагандировал в массы все виды туризма: горный, водный и лыжный. В 1967 году Постановлением Центрального совета по туризму был отмечен знаком «За активную работу по туризму». Отличник физической культуры и спорта СССР. 
Организовал работу движения «Долг» в Кировской области. Сам лично на протяжении девятнадцати лет участвовал в экспедициях, Нашёл и захоронил 1300 бойцов и командиров Красной Армии, обнаружил 147 медальонов, по 52-м отыскал родных и близких солдат Великой Отечественной войны. 
По решению депутатов городской Думы в 2005 года за выдающийся вклад в патриотическое воспитание граждан, активную работу по организации молодежного движения «Долг» по поиску и увековечиванию памяти погибших в годы Великой Отечественной войны защитников Родины ему присвоено звание "Почётный гражданин города Кирова".
Проживал в городе Кирове Кировской области. Умер в 2010 году.

## Награды
За боевые и трудовые успехи удостоен:
- Орден Отечественной войны II степени;
- Медаль За отвагу;
- Медаль «За победу над Германией в Великой Отечественной войне 1941—1945 гг.»;
- другие медали.
- Почётный гражданин города Кирова (2005 год).